# Wappen der Stadt Elsterberg
Das Wappen der Stadt Elsterberg ist ein Hoheitszeichen der vogtländischen Stadt Elsterberg im sächsischen Vogtlandkreis.

## Blasonierung
Die Blasonierung lautet wie folgt:

„In Blau eine silberne Burg mit zwei Rundtürmen; dazwischen auf der Mauer eine Elster.“

Die Stadt beschreibt das Wappen in ihrer Hauptsatzung von 2007 wie folgt:

„Die Stadt Elsterberg führt [ein] Wappen in Form von zwei Türmen und inmitten der Türme auf einer Mauer den Vogel Elster nach links zeigend.“

## Geschichte
Die Stadt führt das Wappen mit zweitürmiger Burg seit 1460. In seiner heutigen Form gilt das Wappen seit 1896. Die Elster ist ein redendes Symbol für den Stadtnamen. Die Stadt hat eine Richtlinie über die Benutzung des Wappens der Stadt Elsterberg von 1992. Darin wird geregelt, dass eine Genehmigung für das Benutzen des Wappens für Vereine grundsätzlich möglich ist; die Genehmigung für Fahrpläne, Speisekarten etc. grundsätzlich nicht möglich ist, da dadurch eine Verwechslung mit amtlichen Dokumenten nicht auszuschließen ist; eine Genehmigung für Waren, die für den Verkauf gedacht sind, grundsätzlich nicht möglich ist, soweit es sich nicht um Reiseandenken handelt, wenn diese nicht amtlichen Charakter haben. Das Führen von Wappen und Wimpeln bspw. an Fahrrädern wird im Zuge der Förderung der Heimatverbundenheit stillschweigend geduldet. Für die Erteilung einer entsprechenden Genehmigung ist der Bürgermeister durch den Stadtrat beauftragt worden.

## Dienstsiegel
Das Dienstsiegel von Elsterberg zeigt das Wappen mit spitzem Schild und der Umschrift „Stadt Elsterberg – Vogtlandkreis“ sowie fortlaufender Nummerierung. Das Dienstsiegel ist dem Bürgermeister sowie von ihm Beauftragten vorbehalten.

## Belege
1. ↑  Manfred Bensing, Karlheinz Blaschke, Karl Czok, Gerhard Kehrer, Heinz Machatscheck: . Hrsg.: Heinz Göschel. 2. neubearb. und erw. Auflage. Bibliographisches Institut, Leipzig Juli 1984, S. 115.
2. 1 2  Stadt Elsterberg: Hauptsatzung der Stadt Elsterberg. §3 (1) Hauptsatzung. 12. Dezember 2007, abgerufen am 1. Oktober 2023.
3. ↑  Stadt Elsterberg: Richtlinie über die Benutzung des Wappens der Stadt Elsterberg. 16. September 1992, abgerufen am 1. Oktober 2023.
4. ↑  §3 (2, 3) Hauptsatzung